# Acharnes (miasto)
Acharnes (gr. Αχαρνές), do 1915 roku Menidion (gr. Μενίδιον) – miasto w Grecji, w sąsiedztwie Aten, w administracji zdecentralizowanej Attyka, w regionie Attyka, w jednostce regionalnej Attyka Wschodnia. Siedziba gminy Acharnes. W 2011 roku liczyło 99 346 mieszkańców. Dnia 7 września 1999 zostało częściowo zniszczone przez trzęsienie ziemi.
W mieście działa klub piłki nożnej Acharnaikos F.C., założony w 1953 roku.

## Pochodzenie nazwy
Istnieją różne hipotezy co do pochodzenia nazwy miasta. Według jednej z wersji nazwa wywodzi się od mitycznego bohatera Acharnosa, uznawanego za legendarnego założyciela miasta, zaś inne źródła sugerują etymologię przedgrecką lub związek z topografią regionu, przypominającego kształtem rybę. Inna hipoteza wskazuje na indoaryjskie korzenie rdzenia „ach-”, związane z wodą (por. łac. aqua), co miałoby związek z bogatym zasobem wód w okolicy.

## Historia
Historia Acharnesu sięga czasów prehistorycznych – najstarsze ślady osadnictwa w tym regionie pochodzą z epoki neolitu. Szczególne znaczenie zyskała osada w epoce mykeńskiej, o czym świadczy dobrze zachowany grobowiec kopułowy z XIV–XIII w. p.n.e. odkryty w dzielnicy Lykotrypa. W czasach klasycznych Acharnes były największym demem Attyki, należącym do plemienia Oineis. Znaczenie polityczne miejscowości odzwierciedlała liczba 22 przedstawicieli w ateńskiej bule oraz wysoki udział obywateli w armii – według Tukidydesa aż 3000 hoplitów i znaczna liczba jeźdżców.
Mieszkańcy Acharnes należeli do zamożniejszych Aten i słynęli z handlu węglem drzewnym, który pozyskiwali z pobliskich lasów Parnasu. Miasto stało się celem ataków Spartan podczas wojny peloponeskiej – przez sześć kolejnych lat król Archidamos niszczył lokalne plony, by zmusić Ateńczyków do kapitulacji. Wydarzenia te znalazły odzwierciedlenie w komedii Arystofanesa „Acharnejczycy” (426/5 p.n.e.), która satyrycznie ukazuje mentalność mieszkańców, ich przywiązanie do wojny i lokalne obyczaje.
W okresie rzymskim Acharnes zachował ciągłość osadniczą – powstawały nowe domostwa, wiejskie wille oraz rozbudowano infrastrukturę wodociągową, m.in. doprowadzając do miasta wodę z Akweduktu Hadriana. 
W XIX wieku region stał się ważnym ośrodkiem rolniczym i handlowym, a w 1835 r. został formalnie uznany za siedzibę gminy. 
Współcześnie Acharnes jest jednym z największych miast Attyki, z bogatym dziedzictwem archeologicznym, w tym pozostałościami teatru, mykeńskiego grobowca i licznych zabytków epigraficznych.